# Hajtovka
Hajtovka (Hongaars: Hajtóka) is een Slowaakse gemeente in de regio Prešov, en maakt deel uit van het district Stará Ľubovňa.
Hajtovka telt 81 inwoners.